# أرض الموتى (فلم)
أرض الموتى (بالإنجليزية: Land of the Dead) هو فيلم حركة ورعب تم إنتاجه في فرنسا وكندا والولايات المتحدة وصدر سنة 2005 بطولة سايمون بيكر وجون ليجويزامو ودينيس هوبر وآسيا أرجينتو.

## القصة
تدور قصة الفيلم حول زمن يسيطر فيه الأموات الأحياء على الكرة الأرضية إلا مدينة يحيطها البشر بالأسوار وتحمي تلك المدينة دبابة متطورة يقودها (رالاي)، لكن يسيطر على تلك الدبابة رجل مجنون ويبقى أمام (رالاي) عدة مهام هي استعادة الدبابة والتخلص من ذلك المجنون إلى جانب حماية أسوار المدينة من الأموات الأحياء الذين طوروا من قدراتهم لاختراق مدينة البشر.

## الميزانية والإيرادات
كلف الفيلم من 15 إلى 19 مليون دولار وحقق أرباح تقدر بـ 46.8 مليون دولار.

## وصلات خارجية
- مقالات تستعمل روابط فنية بلا صلة مع ويكي بيانات

أرض الموتى على IMDb
أرض الموتى على Rotten Tomatos
أرض الموتى على AllMovie